# Маріянці
45°40′ пн. ш. 18°18′ сх. д. / 45.66° пн. ш. 18.3° сх. д.
Маріянці (хорв. Marijanci) – громада і населений пункт в Осієцько-Баранській жупанії Хорватії.

## Населення
Населення громади за даними перепису 2011 року становило 2 405 осіб. Населення самого поселення становило 838 осіб.
Динаміка чисельності населення громади:
Динаміка чисельності населення центру громади:

## Населені пункти
Крім поселення Маріянці, до громади також входять: 
- Бочкинці
- Брезовиця
- Чамагаєвці
- Чрнковці
- Кунишинці
- Мар'янські Івановці

## Клімат
Середня річна температура становить 11,06°C, середня максимальна – 25,41°C, а середня мінімальна – -6,13°C. Середня річна кількість опадів – 656 мм.
| Клімат поселення                              | Клімат поселення | Клімат поселення | Клімат поселення | Клімат поселення | Клімат поселення | Клімат поселення | Клімат поселення | Клімат поселення | Клімат поселення | Клімат поселення | Клімат поселення | Клімат поселення | Клімат поселення |
| Показник                                      | Січ.             | Лют.             | Бер.             | Квіт.            | Трав.            | Черв.            | Лип.             | Серп.            | Вер.             | Жовт.            | Лист.            | Груд.            |                  |
| Середній максимум, °C                         | 5,71             | 7,92             | 12,62            | 17,24            | 22,50            | 25,41            | 25,21            | 24,78            | 20,58            | 15,18            | 9,20             | 5,20             |                  |
| Середня температура, °C                       | −0,2             | 2,00             | 6,70             | 11,30            | 16,57            | 19,50            | 21,33            | 20,89            | 16,70            | 11,30            | 5,36             | 1,31             |                  |
| Середній мінімум, °C                          | −6,13            | −3,92            | 0,76             | 5,40             | 10,66            | 13,58            | 17,45            | 17,01            | 12,80            | 7,40             | 1,47             | −2,56            |                  |
| Норма опадів, мм                              | 40               | 36               | 38               | 51               | 62               | 84               | 62               | 61               | 51               | 56               | 64               | 51               |                  |
| Середньомісячна швидкість вітру, м/с          | 2.33             | 2.60             | 2.88             | 2.80             | 2.42             | 2.26             | 2.20             | 2.00             | 2.00             | 2.10             | 2.30             | 2.40             |                  |
| Середньомісячна сонячна радіація, кДж/м²·день | 4191             | 6922             | 10829            | 15380            | 19370            | 21519            | 22172            | 20187            | 14865            | 9195             | 4678             | 3471             |                  |
| --------------------------------------------- | ---------------- | ---------------- | ---------------- | ---------------- | ---------------- | ---------------- | ---------------- | ---------------- | ---------------- | ---------------- | ---------------- | ---------------- | ---------------- |
| Джерело:                                      |                  |                  |                  |                  |                  |                  |                  |                  |                  |                  |                  |                  |                  |